# Stadtoldendorf
Stadtoldendorf là một đô thị ở huyện Holzminden, bang Niedersachsen, Đức. Đô thị Stadtoldendorf có diện tích km², dân số thời điểm ngày 31 tháng 12 năm 2006 là 5855 người. Stadtoldendorf là thủ phủ của Samtgemeinde ("đô thị tập thể") Stadtoldendorf.